# 播川郡
播川郡，中国唐朝时设置的郡。
唐玄宗天宝元年（742年），改播州置播川郡。治所在遵义县（今贵州省遵义市红花岗区高桥镇）。下辖遵义县、带水县（今贵州省仁怀市坛厂镇）、芙蓉县（今贵州省遵义市播州区泗渡镇松坝站）。唐肃宗乾元元年（758年）复改为播州。
播川郡太守
- 和守阳（开元年间）
- 皇甫惟明（746年）